# Physics Today
Physics Today este o revistă publicată lunar de American Institute of Physics, începând din anul 1948. Conținutul este actual și exact; totuși, ea nu este o revistă de specialitate, în sensul că nu publică rezultatele unor cercetări recente. Mai curând, ea informează asupra ultimelor evenimente relevante, în articole de sinteză scrise de experți și în articole mai scurte scrise intern de redactori. De asemenea, ea discută subiecte de importanță pentru comunitatea științifică, din politică, educație și alte domenii, constituind astfel o resursă istorică despre evenimente asociate cu fizica. Physics Today este distribuită membrilor mai multor societăți de fizică, inclusiv American Physical Society. Ea este accesibilă și nemembrilor, pe baza unui abonament lunar.